# Rye Valley
Rye Valley az Amerikai Egyesült Államok északnyugati részén, Oregon állam Baker megyéjében, az Interstate 84 közelében elhelyezkedő önkormányzat nélküli település.
Nevét a bányászok haszonállatainak takarmányáról kapta. Az 1869. szeptember 27-e és 1935. szeptember 14-e között szakaszosan működő posta első vezetője Nayson S. Whitcomb volt.
A 2014. július 24-én villámcsapás miatt kiütő erdőtüzet három nap alatt tudták megfékezni.

## Fordítás
- Ez a szócikk részben vagy egészben  a   Rye Valley, Oregon című angol Wikipédia-szócikk ezen változatának fordításán alapul.  Az eredeti cikk szerkesztőit annak laptörténete sorolja fel. Ez a jelzés csupán a megfogalmazás eredetét és a szerzői jogokat jelzi, nem szolgál a cikkben szereplő információk forrásmegjelöléseként.